# Sebastián Cessio
Sebastián Cessio, vollständiger Name Sebastián Cessio Vulcano, (* 5. Dezember 1978 in Montevideo) ist ein uruguayischer Fußballspieler.

## Karriere
Der 1,75 Meter große Mittelfeldakteur Cessio stand zu Beginn seiner Karriere von 2000 bis 2001 in Reihen des Club Atlético Bella Vista. Er spielte von der Apertura 2002 bis einschließlich der Clausura 2003 für den seinerzeitigen uruguayischen Zweitligisten Colón FC. In diesem Zeitraum bestritt er mindestens 25 Partien (kein Tor) in der Segunda División. 2004 gehörte er dem Team des Club Atlético Cerro an. Es folgten Stationen bei El Tanque Sisley (2004), Centro Atlético Fénix (2005 bis 2006), Juventud (2006/07) und Huracán Buceo (2008 bis 2009). Seit der Saison 2012/13 stand er bei den Rampla Juniors unter Vertrag. In der Saison 2013/14 lief er in 26 Zweitligaspielen für die Montevideaner auf. Ein Tor erzielte er nicht. Der Klub stieg am Saisonende in die Primera División auf. Cessio verließ den Verein anschließend mit unbekanntem Ziel.